# Burgos, Pangasinan
Burgos là một đô thị hạng 4 ở tỉnh Pangasinan, Philippines. Theo điều tra dân số năm 2007, đô thị này có dân số 20.187 người trong 3.764 hộ.

## Barangay
Burgos được chia thành 14 barangay. 
- Anapao (Bur Anapac)
- Cacayasen
- Concordia
- Ilio-ilio (Iliw-iliw)
- Papallasen
- Poblacion
- Pogoruac
- Don Matias
- San Miguel
- San Pascual
- San Vicente
- Sapa Grande
- Sapa Pequeña
- Tambacan